# 江苏路站
江苏路站位于中华人民共和国上海市长宁区江苏路街道愚园路与江苏路交叉口，是上海地铁2号线与11号线的地鐵换乘站。

## 車站結構

### 楼层分布
江苏路站共有4层。地面為车站出口及1号口地面站厅，地下一层为2号线及11号线车站大厅，地下二层为11号线车站大厅及2号线站台，地下三层为11号线站台。两线呈“L型”布置。
| 地面层   | 出入口             | 2-8出入口                                 |  |  |
|          | 1号口站厅          | 1出入口、票务服务、自动售票机、人工服务台 |  |  |
| 地下一层 | 2、11号线站厅      | 票务服务、自动售票机、人工服务台          |  |  |
| 地下二层 | 11号线站厅         | 票务服务、自动售票机、人工服务台          |  |  |
|          |                    | █ 2号线 往国家会展中心（中山公园）        |  |  |
|          | 岛式站台，左侧开门 |                                           |  |  |
|          |                    | █ 2号线 往浦东1号2号航站楼（静安寺）      |  |  |
| 地下三层 |                    | █ 11号线 往嘉定北或花桥（隆德路）         |  |  |
|          | 岛式站台，左侧开门 |                                           |  |  |
|          |                    | █ 11号线 往迪士尼（交通大学）             |  |  |

### 站厅

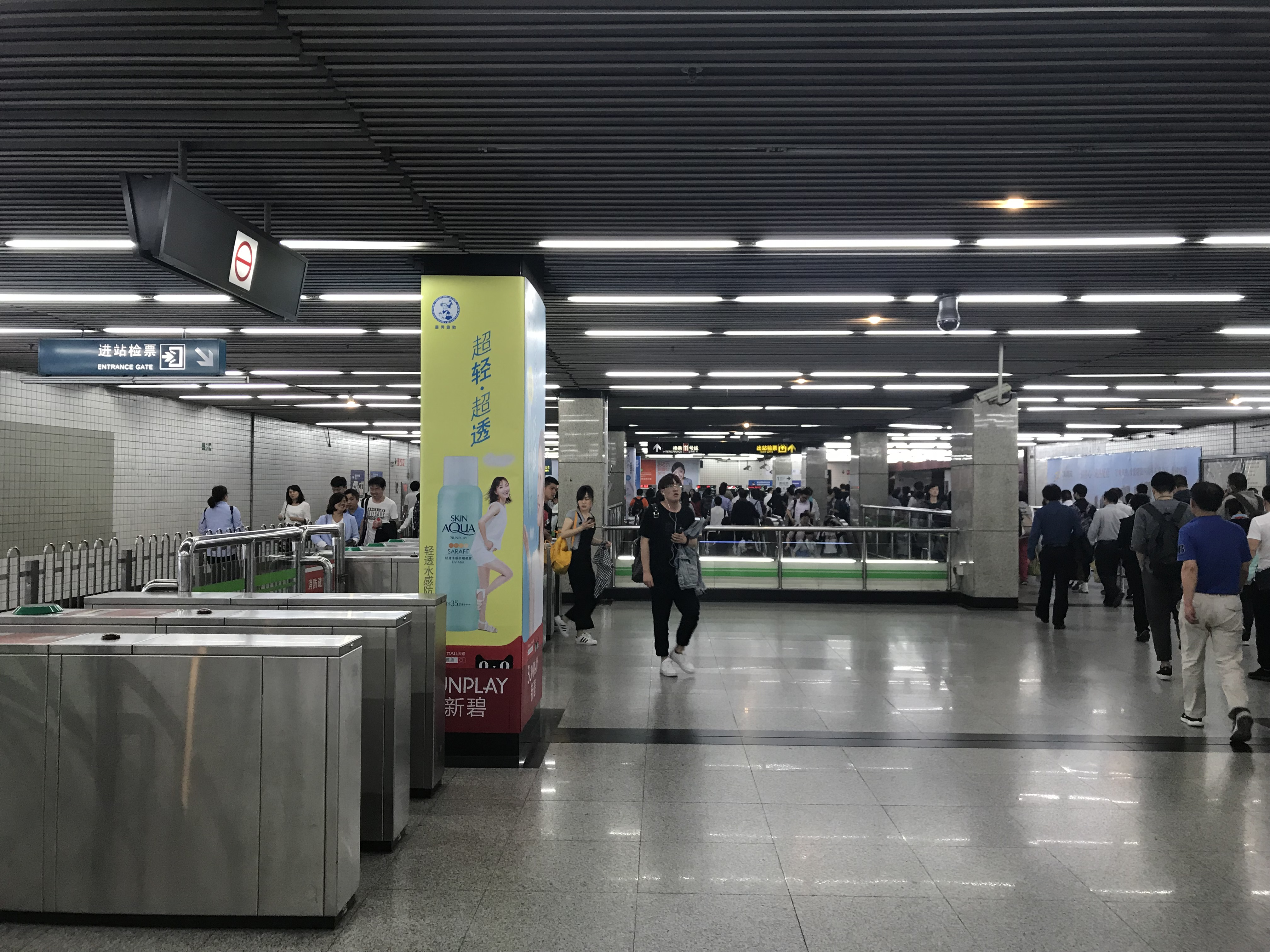
2号线站厅
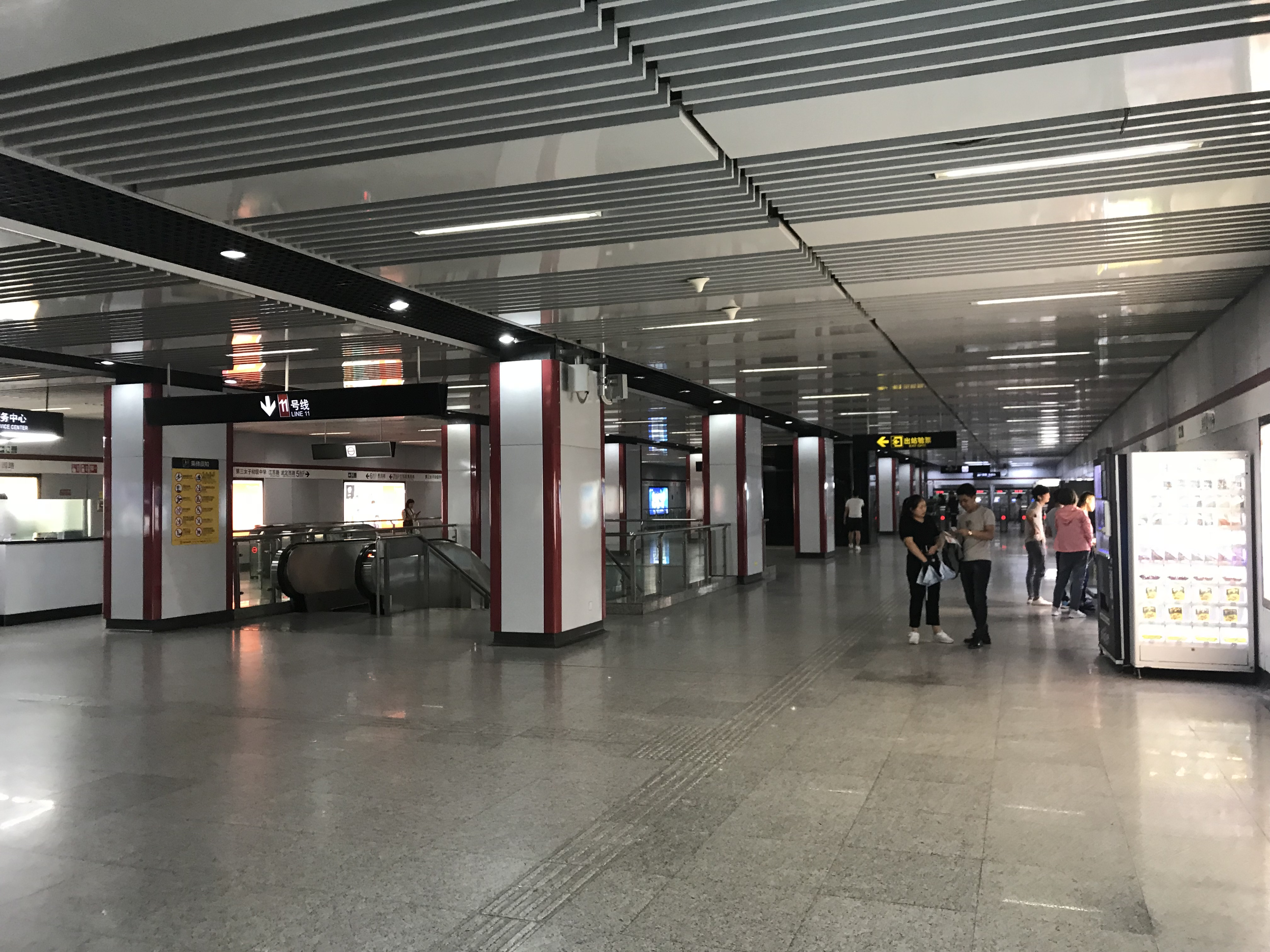
11号线站厅
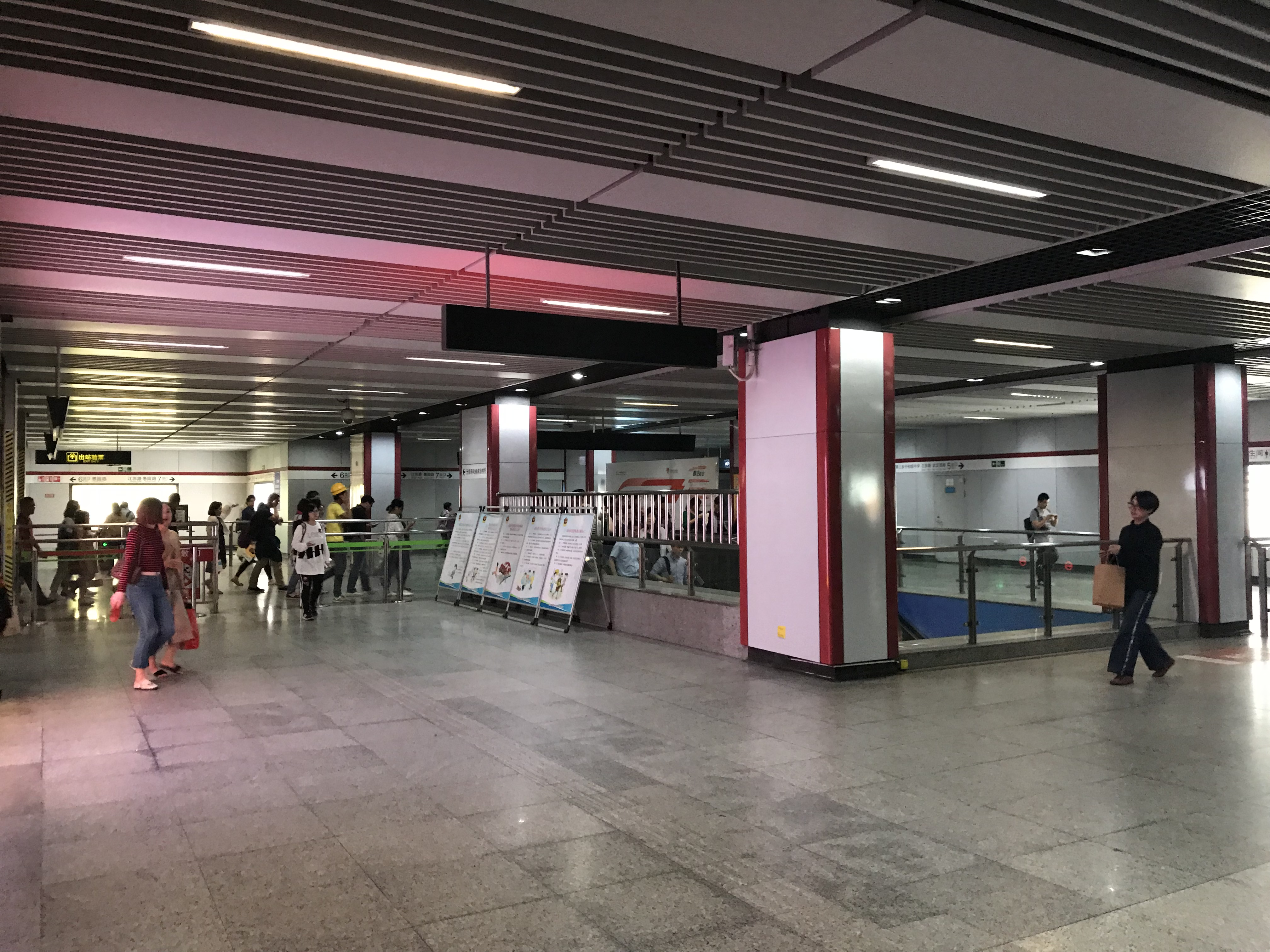
位于11号线站厅上方的换乘大厅
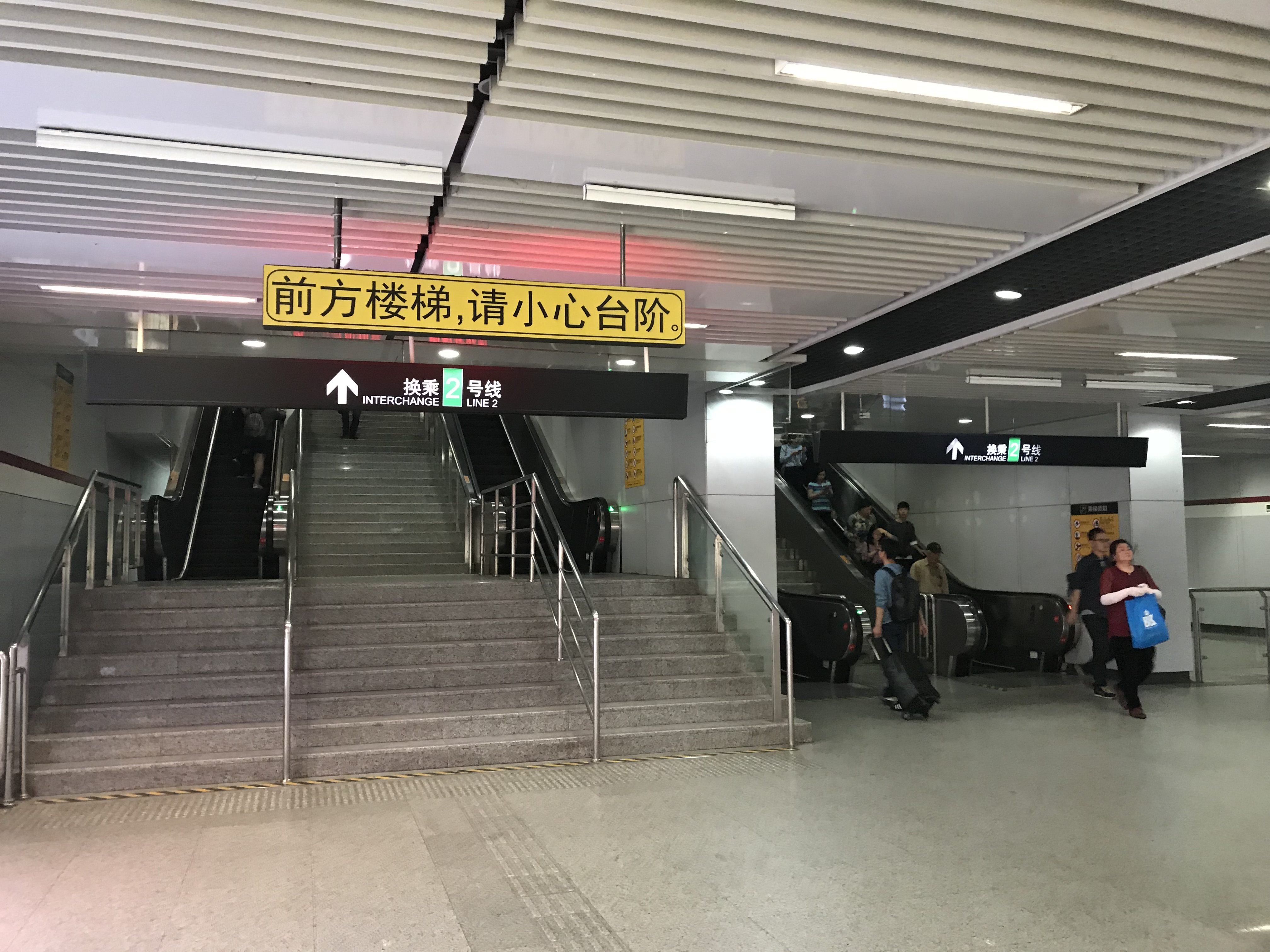
换乘通道
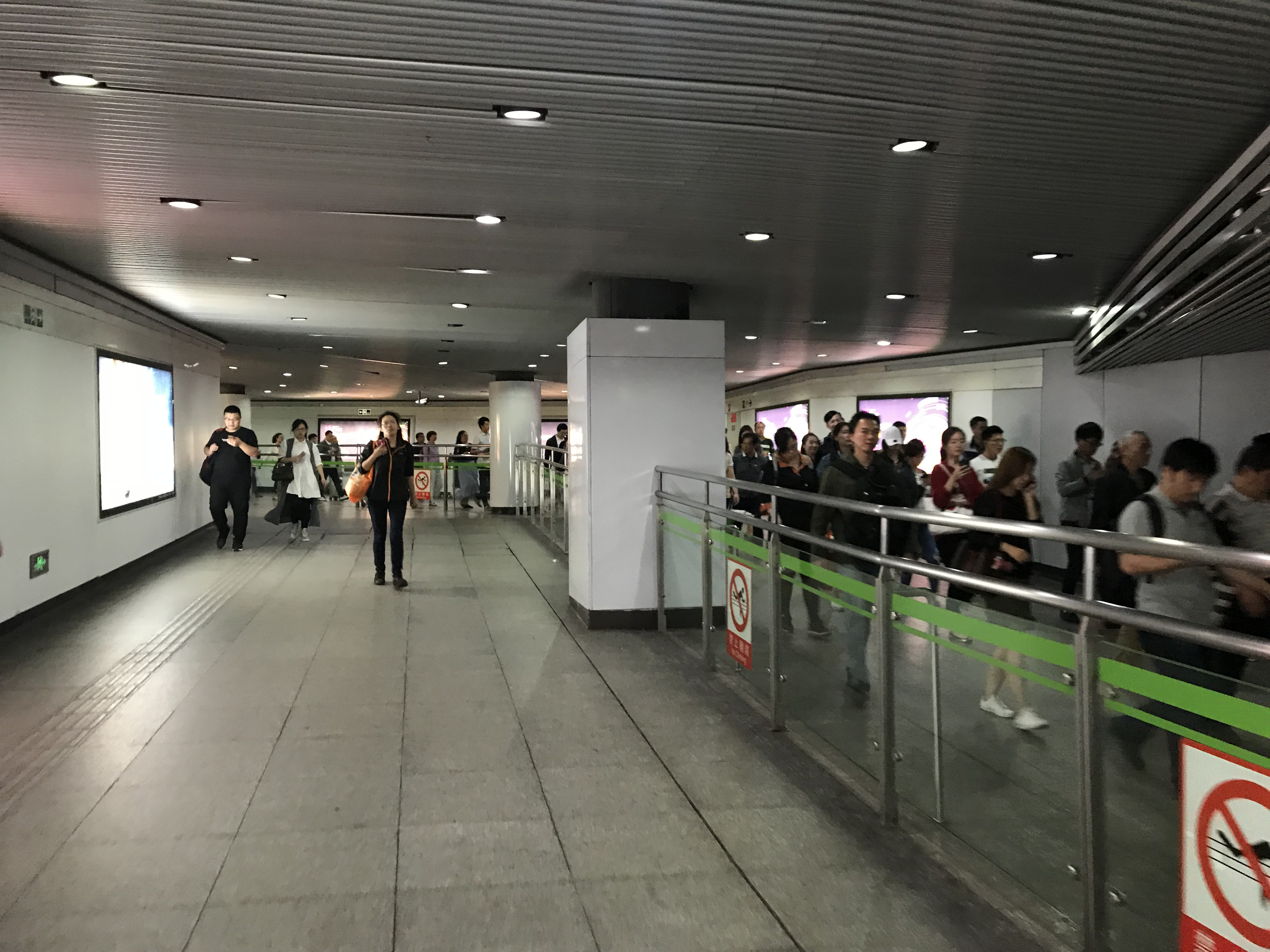
换乘通道

江苏路站2号线站厅位于地下一层，沿愚园路布置。站厅北侧为付费区，内设4组楼梯及自动扶梯以及一组直梯通往站台。11号线站厅位于地下二层，沿江苏路布置，呈南北向。站厅付费区位于站厅东侧，设有4组楼梯/自动扶梯和1座直梯通往站台。11号线站厅付费区南侧设有楼梯和自动扶梯通往位于地下一层的换乘大厅。
江苏路站换乘大厅位于地下一层、11号线站厅上方，沿江苏路布置，长约80米，宽约12米，以舒缓2号线、11号线两条大客流线路的换乘人流。2号线站厅和换乘大厅设有通道连接，通道中间设有栏杆以隔离不同方向的换乘客流以防止客流对冲，所有换乘乘客应在换乘通道内靠左行走。

### 站台

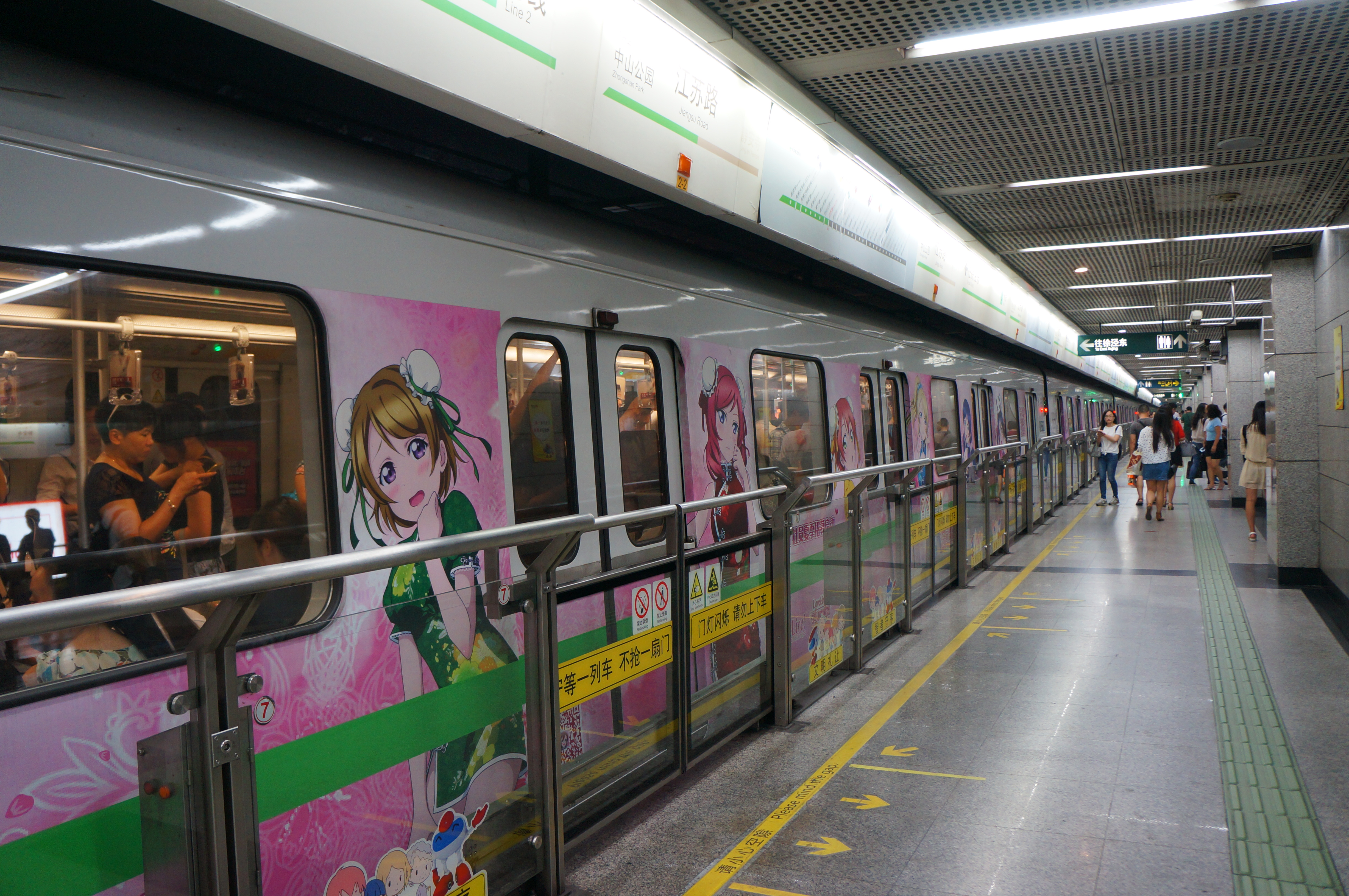
Love Live!塗裝的2号线列車停靠在2号线站台

本站2号线設有一個島式月台，位于愚园路地底；11号线同样設有一個島式月台，位于江苏路地底，2号线月台位于地下二层，11号线月台位于地下三层。
另外，11号线车站北侧设有单渡线，在11号线二期开通前，所有列车会利用此单渡线进行折返。

## 車站出口
江苏路站共有8个出入口，其中1-4号口连通2号线站厅，5-8号口连通11号线站厅，各出入口如下所示：
| 出口编号            | 出口指示                   | 照片           |
| 连通 2号线站厅      | 连通 2号线站厅             | 连通 2号线站厅 |
| ------------------- | -------------------------- | -------------- |
| 1 · 出口 · （设有） | 愚园路，江苏路             |                |
| 2 · 出口            | 愚园路，镇宁路（暂时关闭） |                |
| 3 · 出口            | 愚园路，镇宁路             |                |
| 4 · 出口            | 愚园路，江苏路             |                |
| 连通 11号线站厅     |                            |                |
| 5 · 出口            | 江苏路，上海市第三女子中学 |                |
| 6 · 出口            | 江苏路，愚园路             |                |
| 7 · 出口 · （设有） | 江苏路，愚园路，傅雷旧居   |                |
| 8 · 出口            | 江苏路                     |                |
| 图例： 设有         |                            |                |

## 接驳交通
| 愚园路江苏路 | 愚园路江苏路     | 愚园路江苏路 | 愚园路江苏路       | 愚园路江苏路      |
| 编号         | 路线             | 路线         | 路线               | 备注              |
| ------------ | ---------------- | ------------ | ------------------ | ----------------- |
| 20           | 汉口路四川中路   | ⇆            | 中山公园(万航渡路) | 无轨电车；原921路 |
| 88           | 愚园路胶州路     | ⇆            | 新潮路福泉路       |                   |
| 330夜宵线    | 扬州路齐齐哈尔路 | ⇆            | 中山公园           | 20-37路夜宵车     |

| 江苏路愚园路 | 江苏路愚园路     | 江苏路愚园路 | 江苏路愚园路       | 江苏路愚园路   |
| 编号         | 路线             | 路线         | 路线               | 备注           |
| ------------ | ---------------- | ------------ | ------------------ | -------------- |
| 01           | 蓝村路南泉路     | ⇆            | 上海西站           |                |
| 44           | 龙恒东路龙华西路 | ⇆            | 光复西路丹巴路     |                |
| 62           | 华东医院         | ⇆            | 南翔汽车站         |                |
| 323夜宵线    | 桃浦新村         | ⇆            | 铜仁路南京西路     | 62-117路夜宵车 |
| 737          | 大华新村(行知路) | ⇆            | 振宏新村(伊犁南路) |                |
| 923          | 上海体育馆       | ⇆            | 环镇南路真朋路     | 原840路        |

## 車站周邊
上海市水务局、上海市同仁医院、愚园路第一小学、上海市第三女子中学

## 歷史
- 1999年9月20日：2号线车站啟用。
- 2009年12月31日：11号线车站启用，并作为11号线南段的终点站。本站成为2号线与11号线的换乘站[3]。
- 2013年8月31日：从本站至罗山路站的11号线二期通车，本站不再作为终点站[4]。
- 2025年7月19日至11月20日，2号口因配合加装电扶梯工程而暂时关闭[5]。